# Théodore de Pharan
Théodore de Pharan est un théologien chrétien du début du VIIe siècle (mort sans doute vers 630).
Il était évêque de Pharan dans le Sinaï. Il soutint, sous le règne d'Héraclius, la tentative du patriarche Serge Ier de Constantinople de concilier l’orthodoxie et le monophysisme par la doctrine du monoénergisme. Cette doctrine fut condamnée par le concile du Latran en 649 et le troisième concile de Constantinople de 680/681, qui jetèrent l'anathème contre lui.
Selon les travaux du théologien Werner Elert, il ne serait autre que le moine, puis abbé Théodore de Raithu, qui aurait d'abord été supérieur de ce monastère situé au sud-ouest du Sinaï, avant de devenir évêque de la localité voisine de Pharan. Dans ce cas, avant de se faire avec Serge Ier l'initiateur du monoénergisme, il aurait été l'un des derniers représentants du mouvement « néochalcédonien », né dans les années 530 et favorisé par l'empereur Justinien, qui prétendait rapprocher la théologie issue du concile de Chalcédoine de celle de Cyrille d'Alexandrie. On attribue à Théodore de Raithu un ouvrage appelé Préparation (en latin : Præparatio ; en grec : Προπαρασκευή), dont la première partie est une histoire des hérésies depuis Mani jusqu'à Sévère d'Antioche, et la seconde partie un exposé de la doctrine chrétienne dans un sens « néochalcédonien ».

## Édition
- Franz Diekamp (éd.), Analecta patristica, Rome, 1938 (Προπαρασκευή de « Théodore de Raithu » p. 185-222).